# Michael Holt (pisatelj)
Michael Holt, britanski pisatelj, * 1929.
Holt je avtor ugankarskih knjig s kvizi za otroke. Med njegova dela spadajo številne knjige kvizov na tematiko televizijske nanizanke Doctor Who in Kriza v vesolju iz serije Ustvari svojo pustolovščino z Doctor Whojem. Holt je tudi soavtor serije Big Book of Puzzles (Velika knjiga ugank) založbe Penguin Books. V 60. in 70. letih je poučeval matematiko in geometrijo na londonskih šolah.